# YuYu Hakusho
YuYu Hakusho (яп. 幽☆遊☆白書, Yū Yū Hakusho, або YYH, укр. «Детектив світу духів») — манґа, створена Йосіхіро Тогасі, і однойменне аніме. Манґа публікувалася видавництвом Shueisha в журналі Shonen Jump, складається з 175 розділів, у розмірі 19 томів. У 1994 році YuYu Hakusho отримала премію видавництва Shogakukan у категорії «сьонен». За даними на червень 2007 року, в Японії було продано понад 44 млн копій манґи. Аніме, створене компаніями Fuji Television, Yomiko Advertising і Studio Pierrot під керівництвом режисера Норіюкі Абе, містить 112 серій (4 сезони), кілька OVA і два анімаційні фільми: The Golden Seal і Bonds of Fire. Аніме двічі завойовувало «Аніме гран-прі» журналу Animage у 1993 і 1994 роках. Уперше серіал транслювався на японському телеканалі Fuji Television з 10 жовтня 1992 до 7 січня 1995 року, а 2001 року був ліцензований у США компанією Funimation.

## Сюжет
Історія розповідає про вуличного хулігана Юсуке Урамесі, який був на смерть збитий машиною під час спроби врятувати маленького хлопчика від наїзду. Привид Юсуке зустрічається з дівчиною на ім'я Ботан, яка представилася йому провідницею містичної річки Сандзу, якою душі померлих переправляються у світ мертвих, де згодом можуть бути засуджені до життя після смерті. Ботан повідомляє Юсуке, що через вчинок, який він зробив перед смертю, для нього тепер немає місця ні в раю, ні в пеклі, тому Яма-молодший, син правителя світу мертвих Ями, пропонує Юсуке воскресіння з мертвих. Юсуке погоджується. Після повернення до життя Юсуке отримує від Ями-молодшого титул «детектива світу мертвих» і надприродні здібності для боротьби з демонами. Незабаром Юсуке отримує перше завдання — повернути три скарби, вкрадені зі світу мертвих демонами Хіеї, Курамою і Гокі. Юсуке вдається зібрати всі три скарби за допомогою своєї нової здатності «Духовний пістолет» (енергетичний постріл із пальця). Потім він вирушає в гори в пошуках старої майстрині бойових мистецтв на ім'я Генкаї. Разом зі своїм давнім суперником Кадзумою Кувабарою Юсуке бере участь у турнірі, організованому Генкаї. Однак Юсуке не прагне здобути перемогу за всяку ціну — він бере участь у турнірі лише для того, щоб виявити демона Рандо, який вбиває майстрів рукопашного бою і забирає їхні вміння. Юсуке перемагає Рандо у фінальному поєдинку турніру і потім кілька місяців тренується у Генкаї. Потім Юсуке вирушає до замку-лабіринту у світі мертвих, де Кувабара і Курама та Хіеї, що приєдналися до Юсуке, допомагають йому знищити чотирьох демонів, які намагаються зруйнувати бар'єр, що перегороджує демонам шлях у світ людей.
Виконуючи наступне завдання, Юсуке зустрічає Тогуро — людину, перетворену на найсильнішого демона. Щоб випробувати силу Юсуке, Тогуро шантажем змушує його взяти участь у «Темному турнірі», де команди людей та демонів беруть участь у запеклих боях за шанс виконати будь-яке бажання. Команда Урамесі (Юсуке, Кувабара, Курама, Хіеї та замаскована Генкаї), пройшовши через усі раунди турніру, у фіналі бореться з командою Тогуро і насилу перемагає в турнірі. Юсуке дізнається, що господар команди Тогуро, Сакіо, мав намір перемогти в турнірі, щоб мати можливість створити портал зі світу людей у світ демонів, де мешкають незліченні полчища демонів. Але, зазнавши невдачі, Сакіо знищує арену турніру, вбивши і себе.
Юсуке повертається додому, але йому не вдається довго відпочити. Він вступає в сутичку з трьома підлітками, що володіють надприродними здібностями, і опиняється у них в заручниках. Кувабара та інші звільняють його і дізнаються, що такий варіант розвитку подій був випробуванням, підлаштованим Генкаї. Також з'ясовується, що Сінобу Сенсуї, попередник Юсуке як «детектива світу мертвих», зібрав шість могутніх людей і має намір відкрити портал у світ демонів, щоб знищити людську расу. Юсуке і його друзі вступають у бій, перемагають прислужників Сенсуї одного за одним і добираються до самого Сенсуї. Між «детективами» відбувається поєдинок, Сенсуї вбиває Юсуке і через портал йде у світ демонів. Юсуке відроджується як напівдемон, вирушає у світ демонів слідом за ним і знищує Сенсуї за допомогою духу свого неймовірно могутнього предка-демона, який взяв контроль над тілом Юсуке.
Після повернення у світ людей Юсуке позбавляється титулу «детектива світу мертвих», а король Яма наказує схопити і стратити Юсуке, побоюючись, що Юсуке може перейнятися ненавистю до світу людей через свою демонічну кров. Юсуке приймає пропозицію послідовників Райдзена (свого предка) повернутися у світ демонів. Райдзен перебуває на межі смерті від голоду, оскільки, закохавшись у людську жінку, він присягнувся ніколи не їсти людей, а його смерть може зруйнувати усталений баланс трьох правлячих сил у світі демонів, тому Райдзен вирішив зробити Юсуке своїм спадкоємцем. Два інших правителя, Мукуро і Йомі, готуються до неминучої війни, тому закликають до себе на службу Хіея і Кураму відповідно. Через рік Райдзен помирає, і Юсуке успадковує його територію. Юсуке, скориставшись допомогою Курами, бере ініціативу у свої руки і пропонує провести турнір, головним призом якого стане титул істинного правителя світу демонів, на який претендують Мукуро і Йомі. Під час турніру Юсуке і Йомі стикаються між собою, Йомі перемагає Юсуке і позбавляє його свідомості. Через кілька днів Юсуке прокидається і дізнається, що все закінчилось, а турнір, який визначає володаря світу демонів, став проводитися раз на три роки. Крім того, новий правитель світу демонів заборонив демонам втручатися у справи світу людей, через що на три найближчі роки був забезпечений мир. Юсуке ще деякий час залишається у світі демонів, а потім повертається у світ людей.

## Виробництво
За словами автора твору Йосіхіро Тогасі, він почав працювати над мангою YuYu Hakusho з листопада 1990 року, однак точної дати він не пам'ятає. Будучи шанувальником окультизму і фільмів жахів, він вирішив створити манґу, в основу якої лягли б його інтереси. Раніше Тогасі вже створив манґу зі схожим жанром Occult Tanteidan, яку сприятливо сприйняли читачі, і це стало приводом для початку роботи над новою мангою. Почавши роботу над мангою YuYu Hakusho, Тогасі не мав чіткого уявлення, як він може назвати свій твір. Попередня назва — «Як бути привидом» — була позначена редакторами як досить груба. Перед самим початком публікації манґи Тогасі запропонував назву YuYu-Ki («Хроніки полтергейсту»). Однак через те, що серія манґи зі схожою назвою Chin-Yu-Ki вже почала публікуватися, Тогасі визначив остаточну назву — YuYu Hakusho («Звіт полтергейста»). Він додав, що розглядав варіанти використання в назві слова Den («легенда») або Monogatari («історія»), однак слово Hakusho («звіт») — перше, що спало йому на думку. Імена персонажів Тогасі вигадував, витягуючи зі словника кандзі, які особисто йому подобалися. «Юсуке Урамесі» — гра слів, «Кадзума Кувабара» — комбінація імен двох професійних японських бейсболістів, а Хіеї та Курама — лише імена, придумані Тогасі. Починаючи з третього тому манґи, де вперше з'явилися Хіеї та Курама, автор планував зробити Кураму одним із головних героїв, але не був упевнений, що потрібно робити таким Хіея.
Йосіхіро Тогасі з самого початку планував, що після смерті Юсуке та його воскресіння на самому початку твору жанр буде змінено з окультного детективу на бойові мистецтва. У серії запозичені багато елементів азіатського фольклору, особливо буддистського уявлення про існування потойбіччя. У всесвіті YuYu Hakusho Тогасі створив світ людей, світ духів і світ демонів як паралельні світи, між якими можливо подорожувати. Ідея «територіальних» сил сподвижників Сенсуї була пародією на безіменну роботу Ясутакі Цуцуй. Для малювання манґи Тогасі використовував перову ручку. У своєму початковому стилі він використовував техніку скрінтона, а потім поступово переходить на стиль мінімалізму. Під час малювання манґи автор намагався зобразити фігури та обличчя досить деталізованими, якщо вважав це доречним.
У той час, коли Тогасі працював над YuYu Hakusho, він створив для себе особливий розпорядок дня — він витрачав чотири години на створення однієї сторінки та п'ять годин на сон. Пізніше він писав, що призупинив роботу над YuYu Hakusho з особистих причин. Спочатку автор планував закінчити манґу в грудні 1993 року, після сюжетної лінії Сенсуі. Незважаючи на те, що з боку редакторів до твору не було особливих претензій, у Тогасі почався стан робочого стресу, який різко загострився під час останніх шести місяців публікації. Тогасі стверджував, що почавши створення сюжетної лінії «Темного турніру», він став гірше спати (що було результатом перевтоми), і в нього почалися проблеми зі здоров'ям. Після закінчення роботи над мангою Тогасі відчув себе краще.

## Медіа

### Манґа
Манґа YuYu Hakusho була створена Йосіхіро Тогасі і спочатку видавалася корпорацією Shueisha в журналі Shonen Jump з грудня 1990 року по липень 1994 року. Манґа в цілому складала 175 розділів, поділених на 19 томів танкобонів, перший з яких був випущений 10 квітня 1991, а останній — 12 грудня 1994. У період між 4 серпня 2004 і 4 березня 2005 видавництво Shueisha випустило повну зборку манґи, що містить більшу кількість розділів, ніж у виданні танкобонів. Манґа YuYu Hakusho була також опублікована як частина серії книг Shueisha Jump Remix, дев'ять томів були випущені в період з 22 грудня 2008 по 27 квітня 2009. Ще одна версія танкобонів публікувалася з 18 листопада 2010 по 18 жовтня 2011.

### Аніме
Аніме-адаптація була створена режисером Норіюкі Абе за підтримки компаній Fuji Television і Studio Pierrot. Серіал містив загалом 112 серій, показ яких відбувся в Японії з 10 жовтня 1992 року до 7 січня 1995 року по каналу Fuji Television. Аніме відрізнялося від манґи кількістю насильства і богохульства, а також незначними змінами в малюнку. На початку 2001 року серіал був придбаний компанією Funimation для продажу в Північній Америці під назвою Yu Yu Hakusho: Ghost Files. Значний внесок зробив актор озвучування Джастін Кук, який створив англійський переклад серіалу і озвучив Юсуке. Показ серіалу в англійському дубляжі проходив з 23 лютого 2002 року до 1 квітня 2006 року на телеканалі Cartoon Network. Спочатку серіал показували в блоці Adult Swim, але потім перенесли в блок Toonami. Деякі моменти з серіалу, як-от жорстокість, чорний гумор і ненормативна лексика, були вирізані.У травні 2005 серіал YuYu Hakusho був знову переміщений з блоку Toonami на ранковий часовий інтервал у суботу, де і проходив його показ аж до кінця. Показ повної версії серіалу проходив на каналі Colours TV у 2006 році та на каналі Funimation Channel — у 2011 році.
Чотири сезони, кожен із яких містив власну сюжетну лінію, були названі компанією Funimation «сагами». У Північній Америці було випущено DVD-збірки, що містять і повну, і урізану версії. Також для кожного сезону («саги») були випущені спеціальні колекційні коробки. Компанія Funimation також випустила сезонні набори упаковок. Кожен такий набір містив 4 DVD-диски, по 28 серій на кожному. У травні 2011 року Funimation почала видавати серіал у форматі Blu-ray. За заявою Джастіна Кука, у цьому форматі було покращено дубляж і виправлено деякі неточності. В Японії було видано 3 мультидиски DVD, що містять весь серіал . Компанія-дистриб'ютор домашнього відео Bandai Visual почала видавати серіал у форматі Blu-ray 27 жовтня 2009 року.

### Фільми та OVA
На основі YuYu Hakusho було створено два анімаційні фільми. В обох фільмах було збережено оригінальну сюжетну лінію. Фільм Yu Yu Hakusho: The Movie був випущений в Японії 10 липня 1993, під час проходження сезонного кінофестивалю. У фільмі головні герої Юсуке та Кувабара рятують Коенму (Яму-молодшого) від двох демонів, які бажають отримати Золотий друк. Компанія AnimeWorks випустила версії фільму з англійським озвучуванням і з субтитрами у травні 1998 року у форматі VHS, а в січні 2001 року — у форматі DVD.
Другий фільм — Yu Yu Hakusho the Movie: Poltergeist Report, відомий в Японії під назвою Yū Yū Hakusho: Meikai Shitō Hen – Honō no Kizuna (яп. 幽☆遊☆白書 冥界死闘篇 炎の絆), був показаний в японських кінотеатрах 9 квітня 1994 року. Сюжет оповідає про Юсуке та його друзів, які захищають світ людей від мешканців четвертого світу під назвою «Netherworld». Англійський дубляж фільму був створений компанією Central Park Media, що випустила повну версію фільму 3 березня 1998 для VHS і 8 жовтня 2002 — для DVD.
OVA під назвою Eizō Hakusho (яп. 映像白書) була випущена в Японії на VHS між 1994 і 1996 роками. Відмінною рисою було додавання до кожної серії невеликих кліпів, що містять відеомонтаж аніме, character songs, інтерв'ю акторів озвучування та сатиричні замальовки про кожного окремого персонажа. DVD-диск, що містить усі серії OVA, був випущений в Японії компанією Pony Canyon 15 грудня 2004. Компанія Funimation здійснила переозвучення серіалу та першого фільму.
Нова OVA вийшла разом із Blu-ray бокс-сетом серіалу 26 жовтня 2018 року в Японії. Вона адаптує бонусний розділ «Two Shot» з сьомого тому манґи та передостанній розділ манґи «All or Nothing». У жовтні 2019 року Funimation оголосила про вихід OVA з англійським дубляжем.

### Компакт-диски
Музичний супровід для аніме-серіалу було написано Юсуке Хоммою. У серіалі була одна вступна заставка — Hohoemi no Bakudan (яп. 微笑みの爆弾, букв. Smile Bomb) (виконавиця — Мацуко Маватарі) і п'ять кінцевих пісень: Homework ga Owaranai (яп. ホームワークが終わらない, Hōmuwāku ga Owaranai, букв. Homework Never Ends), Sayonara Bye Bye (яп. さよならByeBye, букв. Goodbye Bye Bye) і Daydream Generation, також виконані Маватарі, і ще Unbalance na Kiss wo Shite (яп. アンバランスなKissをして, букв. Kissing the Unbalanced) та Taiyō ga Mata Kagayaku Toki (яп. 太陽がまた輝くとき, букв. The Sun Is Shining Again) у виконанні Хіро Такахасі. Як тільки компанія Funimation отримала права на поширення серіалу, музикантом Карлом Фінчем були створені англійські версії всіх пісень. Локалізована вступна заставка прозвучала у виконанні Сари Уайт, а кінцеві пісні виконувалися членами команди озвучування, такими як Стефані Надолні, Джеррі Джевелл і Мередіт МакКой.
В Японії було випущено аудіодиски. Yū Yū Hakusho Original Soundtrack, поділений на дві частини, був виданий Pony Canyon у 1997 році. Змістом дисків була інструментальна музика та кілька вокальних записів. У 1995—1997 роках були випущені збірки вокальних пісень, включаючи Yū Yū Hakusho Super Covers та Yū Yū Hakusho Super Dance Mix. Збірники Yū Yū Hakusho: Collective Songs і Yū Yū Hakusho: Collective Rare Trax, що містять кавер-версії музичних тем серіалу, виконаних сейю, були випущені 17 березня 1999 року. Також на основі серіалу було створено дві Drama CD, перший з яких був звуковою адаптацією YuYu Hakusho Tales: Two Shot, разом з цим був створений звукозапис вокальних пісень Маватарі та Такахасі.

### Відеоігри
Більшість відеоігор, створених на основі аніме YuYu Hakusho, видавалось і продавалося переважно в Японії. Ігри були розроблені для таких ігрових платформ, як Game Boy, Super Famicom, Sega та деяких інших. Жодна з ігор не була адаптована для англомовних гравців з Північної Америки, Європи та Австралії. Єдина гра для Sega — Yū Yū Hakusho: Makyō Tōitsusen — була офіційно видана в Бразилії компанією Tectoy під назвою Yu Yu Hakusho: Sunset Fighters в 1999 році. Коли компанія Atari отримала видавничі права на серію YuYu Hakusho, нею було випущено три гри: Yu Yu Hakusho: Spirit Detective, Yu Yu Hakusho: Tournament Tactics (обидві для GameBoy Advance) та Yu Yu Hakusho: Dark Tournament (3D-файтинг для PlayStation 2).

### Ігровий серіал
16 грудня 2020 року було анонсовано адаптацію манґи у вигляді японського серіалу. Серіал транслюється на Netflix по всьому світу, виконавчим продюсером виступив директор з придбання контенту Netflix Кадзутака Сакамото, а продюсуванням серіалу займається Акіра Моріі на студії Robot. 15 липня 2022 року було повідомлено, що режисером серіалу стане Сьо Цукікава, сценарієм займатиметься Тацуро Місіма, а Рьо Сакаґучі буде супервайзером візуальних ефектів. Прем'єра відбулася 14 грудня 2023 року.

### Інше
4 березня 2005 року компанією Shueisha було створено енциклопедію під назвою Official Yū Yū Hakusho Who's Who Underworld Character Book (яп. 幽☆遊☆白書　公式キャラクターズブック　霊界紳士録, Yū Yū Hakusho Koushiki Kyarakutāzubukku Reikai Shinshiroku), в якій містилася інформація про персонажів, короткий зміст сюжету та ексклюзивне інтерв'ю з Йосіхіро Тогасі. Того ж року Shueisha випустила артбук Yū Yū Hakusho Illustrations (яп. 幽☆遊☆白書 画集, Yū Yū Hakusho Gashuu), що містить малюнки з оригінальної серії, включно з ілюстраціями для видань танкобонів. Також було створено два томи довідника під назвою Yū Yū Hakusho Perfect File (яп. 幽☆遊☆白書 パーフェクトファイル, Yū Yū Hakusho Pāfekutofairu) і книжки, засновані на фільмах, що містять знімки екрана в стилі манґи. В Японії були виставлені на продаж плюшеві ляльки і гачапони. Колекційна карткова гра на основі франшизи була створена компанією Movic. У Північній Америці компанією Jakks Pacific були створені пластмасові фігурки персонажів, а Radica Games — електронні ігри Skannerz. Компанія Score Entertainment створила Yu Yu Hakusho Trading Card Game, призначену для продажу в Сполучених Штатах. Серію англійських довідників під назвою YuYu Hakusho Uncovered: The Unofficial Guide від компанії Cocoro Books було випущено у світ 12 жовтня 2004 року.
У травні 2019 року було оголошено про театральну адаптацію компанією Office Endless. П'єсу написав і поставив Тюдзі Мікасано, сценарист аніме-серіалу Tokyo Ghoul. Вистава йшла з 8 серпня по 22 вересня 2019 року в Токіо, Осаці, Фукуоці та Айті.

## Сприйняття

### Манґа
Станом на 2013 рік було продано понад 50 мільйонів копій манґи в одній лише Японії, що робить її однією з найбільш продаваних серій манґи журналу Weekly Shonen Jump. Оглядач американського журналу Animerica Extra Патрісія Даффілд відгукнулася про манґу як про «одну з лідерів популярності в середині 1990-х років, яка мала масовий успіх і продавалася як у великих книгарнях, так і в кіосках біля вокзалів». За створення манґи YuYu Hakusho її автор Йосіхіро Тогасі в 1993 році був удостоєний Премії манґи Shogakukan. Однак коли випуск серії наближався до кінця, Тогасі був публічно розкритикований за зрив термінів здачі та за низькоякісний малюнок. В опитуванні Manga Sōsenkyo 2021 року від TV Asahi, в якому 150 000 людей проголосували за 100 найкращих серій манґ, YuYu Hakusho посіла 17-те місце.
У Північній Америці кілька томів манґи зайняли місце в щотижневому списку графічних новел Nielsen BookScan: п'ятий том посів одночасно шосте і дев'яте місце в жовтні 2004 року, шостий том посів шосте місце в лютому 2005 року, і сьомий том посів сьоме місце в червні 2005 року. У 2004 році випуск манґи став причиною полеміки, коли вчитель початкової школи у Флориді подав скаргу на те, що учень п'ятого класу вільно купив номер журналу Shonen Jump із мангою. У скарзі зокрема йшлося про зміст у манзі сцен жорстокості, ненормативної лексики, наявність свастики на одязі персонажів та куріння ними цигарок. В результаті близько 18 000 копій манґи зі 120 000 було знято з продажу. Представник компанії Viz Media виступив на захист манґи, уточнивши, що вона призначена в першу чергу для старших підлітків, а свастика, що нібито була в манзі, — насправді буддистський символ досконалості.
Манґа YuYu Hakusho зібрала змішані відгуки оглядачів в англомовних регіонах. Представник канадського журналу Protoculture Addicts порівняв манґу із Dragon Ball Z і наголосив, що «малюнок Тоґасі, незважаючи на свою простоту, доволі гарний, і історія справді кумедна». Рання стаття цього ж оглядача заперечувала схожість YuYu Hakusho і Dragon Ball, адже в останній були більш продумані персонажі, цікавіший сюжет і більша кількість гумору. Едуардо М. Чавез із сайту Mania.com позитивно відгукнувся про стиль малюнка манґи і виявив, що другорядні персонажі промальовані більш детально, ніж головні. Він похвалив англійський переклад, створений Ліліан Ольсен, але при цьому розкритикував використання компанією Viz англійських слів, для опису звуків, що перекривають сторінки манґи. Щодо пізніших томів Чавез був стривожений переходом від жанру детектива до жанру бойових мистецтв. Він стверджував, що «Перегляд бою після бою і ще одного бою сильно набридає, і це тільки початок тенденції». Ден Поллі, оглядач Manga Life, дав середню оцінку п'ятому тому, де Юсуке бореться з Судзакі. Хоча він знайшов привабливими деякі події бою, він засудив брак характеристики та деталізації. Також Поллі скептично поставився до гумору в манзі, сказавши, що «в деяких місцях присутні занадто багато непотрібних приколів і плоских жартів».

### Аніме
Телесеріал YuYu Hakusho був визнаний журналом Animage найкращим аніме в 1994 і 1995 роках, а в 1993 році — другим після «Сейлор Мун». До того ж серіал посів 53 місце у списку 100 найкращих аніме у 2001 році. У 2006 році в результаті інтернет-голосування, проведеного в Японії каналом TV Asahi, аніме YuYu Hakusho посіло 15 місце в списку найкращих аніме всіх часів. У рейтингу найкращих аніме всіх часів японського журналу Brutus аніме посіло 6 місце. Популярне шоу під час показу в Японії мало велику кількість глядачів. Ген Фукунага, президент компанії Funimation, заявив, що YuYu Hakusho «прийшло з нізвідки, щоб здивувати людей високими оцінками», хоча ці оцінки були нижчими, ніж у популярної серії Dragon Ball Z. Коли в Північній Америці почався показ серіалу, його дивилися різні вікові групи. Після поміщення серіалу в блок Adult Swim його дивилася чоловіча аудиторія віком від 18 до 34 років. Після перенесення у блок Toonami аніме посіло сьоме місце в рейтингу Nielsen. За заявою компанії Atari, зробленою 2003 року, аніме входило до числа найпопулярніших телепрограм у Північній Америці для підліткової аудиторії віком від 9 до 14 років, і у віці від 12 до 17 років, на думку каналу Cartoon Network. Цей канал у березні 2005 року припинив показ у блоці Toonami через зниження рейтингу. Серіал був популярний на Філіппінах, де його демонстрували кілька разів і показували в прайм-тайм. За результатами опитування, проведеного компаніями One's Communications і Otaba 2007 року, YuYu Hakusho є одним із найпопулярніших аніме, під враженням від яких люди стають отаку.
Анімаційний серіал викликав здебільшого позитивні відгуки в Північній Америці. У січні 2004 року аніме YuYu Hakusho журнал Anime Insider назвав другим найкращим пригодницьким аніме. Голосуванням користувачів IGN серіал був названий десятим у списку найкращих аніме всіх часів. Критичні відгуки були зосереджені на балансі оповіді, розвитку персонажів і сюжетної лінії. Співробітник журналу Animerica Джастін Ковальські визначив, що серіал фокусується на персонажах, і порівняв його зі схожими аніме, такими як Phantom Quest Corp., Rurouni Kenshin, та Flame of Recca, у яких успішно поєднували бойові мистецтва, персонажів, що розвиваються, міфологію й надприродне. Аллен Діверс з Anime News Network відгукнувся про аніме, як про «один із найкращих серіалів у світі», він відзначив гарну розповідь історії та розвиток персонажів. Незважаючи на похвалу, він зазначив у рецензії на один із DVD-релізів, що шоу «балансує на тонкій межі між міцним довготривалим серіалом і заїждженою платівкою». Він також назвав художнє оформлення перших кількох серій «застарілим» і вказав на сумнівний вибір сценарію щодо англійського дубляжу. Тодд Дуглас Мл. з DVD Talk говорив, що «це кумедне шоу з чудовими ролями, почуттям гумору і великою кількістю дії, і не може бути підстав не дати йому шанс». Він відзначив перші три сезони, і йому особливо полюбився третій сезон завдяки показу різних сюжетних ліній. Н. С. Девідсон зробив висновок про те, що наявність паралельних сюжетних ліній не є підставою для визнання успіху аніме, необхідна наявність хорошого сюжету, цікавих персонажів і дії. У своєму огляді останнього епізоду аніме він сказав про те, що серіал задовольняє всім цим якостям. З цим погодився Джозеф Ластер з Otaku USA, який підсумував уявлення про всесвіт YuYu Hakusho. Він заявив: «Світ, створений Тогасі, вийшов зловісним і темним, однак при цьому досить різноманітним. Єдина річ, яка не змінюється по ходу сюжету, це те, що глядач буде переживати за головних героїв аж до фінальних титрів самої останньої серії».
Джеффрі Харріс був більш критичний до останніх серій. На його думку, кінець третього сезону майже нічим не відрізняється від фіналу другого сезону. Він також оголосив про те, що серіал занадто сильно намагається викликати почуття симпатії до злодіїв аніме.
Аедан Джувет з Funimation назвав аніме впливовим і «позачасовим» з класичними лиходіями, виділивши п'ятьох у серіалі, які допомогли аніме розвиватися.